# أرانديغا
بلدية أرانديغا (بالإسبانية: Arándiga) هي بلدية تقع في مقاطعة سرقسطة التابعة لمنطقة أراغون شمال شرق إسبانيا.

## الديموغرافيا
بلغ عدد سكان بلدية أرانديغا 412 نسمة عام 2011 (وفقاً للمعهد الوطني الإسباني للإحصاء).
| 535 | 506 | 480 | 446 | 428 | 407 | 412 |